# Cnemaspis kandiana
Cnemaspis kandiana är en ödleart som beskrevs av  Edward Frederick Kelaart 1852. Cnemaspis kandiana ingår i släktet Cnemaspis och familjen geckoödlor. IUCN kategoriserar arten globalt som livskraftig. Inga underarter finns listade i Catalogue of Life.